# Acide bêta-éléostéarique
L'acide β-éléostéarique est un acide gras polyinsaturé comportant un système conjugué de trois doubles liaisons. Il correspond à l'acide tout-trans-Δ9,11,13 octadécatriénoïque (18:3).